# Alexis Martínez
Alexis Armando Martínez Sánchez – meksykański zapaśnik walczący w stylu klasycznym. Brązowy medalista mistrzostw panamerykańskich w 2021 roku.